# لو ونجيون
لو ونجيون (بالصينية: 吕文君) هو لاعب كرة قدم صيني في مركز الهجوم، ولد في 11 مارس 1989 في شانغهاي في الصين. شارك مع منتخب الصين تحت 20 سنة لكرة القدم ومنتخب الصين تحت 23 سنة لكرة القدم. أما مع النوادي، فقد لعب مع نادي شانغهاي إس آي بي جي.

## وصلات خارجية
- لو ونجيون على موقع قاعدة بيانات كرة القدم.إي يو (الإنجليزية)
- لو ونجيون على موقع Soccerway.com (الإنجليزية)